# Opsiphanes badius
Opsiphanes badius is een vlinder uit de familie Nymphalidae. De wetenschappelijke naam van de soort is voor het eerst geldig gepubliceerd in 1902 door Hans Ferdinand Emil Julius Stichel.